# Olivier Mutis
Olivier Mutis (Mont-Saint-Martin, 2 febbraio 1978) è un ex tennista francese.

## Carriera
Da junior vince la decima edizione del Les Petits As nel 1992.